# Kohei Yoshioka
Kohei Yoshioka (吉岡 航平 Yoshioka Kohei?, nacido el 22 de abril de 1985 en Tokio) es un exfutbolista japonés. Jugaba de centrocampista y su último club fue el Fujieda MYFC de Japón.

## Trayectoria

### Clubes
| Club           | País  | Año         |
| -------------- | ----- | ----------- |
| SC Sagamihara  | Japón | 2008 - 2012 |
| Grulla Morioka | Japón | 2013 - 2015 |
| Fujieda MYFC   | Japón | 2015        |

## Estadística de carrera

### J. League
| Club           | Año   | J. League | J. League | Copa J. League | Copa J. League | Total | Total |
| Club           | Año   | Part.     | Goles     | Part.          | Goles          | Part. | Goles |
| -------------- | ----- | --------- | --------- | -------------- | -------------- | ----- | ----- |
| Grulla Morioka | 2014  | 26        | 2         | -              | -              | 26    | 2     |
| Grulla Morioka | 2015  | 8         | 1         | -              | -              | 8     | 1     |
| Fujieda MYFC   | 2015  | 15        | 0         | -              | -              | 15    | 0     |
| Total          | Total | 49        | 3         | 0              | 0              | 49    | 3     |